# Famille Bourdillon
Pour les articles homonymes, voir Bourdillon.
La famille Bourdillon originaire de Bourges dans le Berry se fixa vers le milieu du XVIe siècle à Genève, en Suisse où elle devint une famille de la haute bourgeoisie genevoise. Elle forma plusieurs branches qui se sont perpétuées jusqu'à nos jours.

## Origine
Au XVIIIe siècle il existait encore à Châteauroux dans l'Indre où elle était établie depuis longtemps, une famille Bourdillon, ce qui a donné lieu de croire que cette ville était le berceau de toute la famille, mais les actes authentiques et les papiers de famille n'indiquent que Bourges, sauf un acte de baptême où Jean Bourdillon est dit du Gastinois.

## Histoire
I) Jean Bourdillon auquel remonte la filiation connue de cette famille, né à Bourges en Berry  s'installa au milieu du XVIe siècle à Genève où il épousa le 25 juin 1564 Claude Plantan dont il eut 3 filles et trois fils qui suivent:
- Jean Bourdillon, né en 1568, marié en 1594 à Jeanne Masson[1].
- Thomas Bourdillon (1580-1647) qui fonda à Gex une importante tannerie. Marié en 1605 à Pernette Brunet et en 1616 à Jeanne Bry[1], il eut plusieurs fils qui semblent ne pas avoir eu de postérité[3].
- Abraham Bourdillon, qui suit[3].

Selon un manuscrit de Léonard Bourdillon rédigé d'après des traditions familiales, auquel selon Jacques Augustin Galiffe « on ne peut se fier entièrement », Jean Bourdillon aurait eu d'un premier mariage à Bourges deux fils François et Abel Bourdillon qui restèrent en France.
II) Francois-Abraham Bourdillon (1570-1647), recut bourgeois de Genève en 1613 avec ses deux fils, Jacques et Jean. De son mariage en 1594 avec Jeanne Favre, il eut 10 enfants dont Jacques, qui suit,.
III) Jacques Bourdillon (1595-1641), épousa en 1619 Judith Simonin et eut 9 enfants dont Bernard qui suit.
Étienne Bourdillon, son fils aîné, va continuer l’affaire de son père, puisqu’on le cite également maître corroyeur et toujours situé rue du Temple. Il épousera une Lyonnaise, Louise Boussat, le 13 décembre 1653.
Le fils d’Étienne, Abraham Bourdillon (1655-1712) fera un apprentissage chez un orfèvre et achètera une boutique d’orfèvrerie. Un contrat de 1712 le cite comme « monteur de boîtiers de montres ».
IV) Bernard Bourdillon (1637-1704), régent au collège, épousa en 1660 Pernette Dejoux et eut 13 enfants dont Jean-Georges Bourdillon (1663-1710) qui continua la lignée.
La famille Bourdillon posséda pendant plusieurs générations le bureau des coches et messageries de France. Elle se divisa au XVIIIIe siècle en de nombreuses branches dont certaines quittèrent Genève.

## Branche à la Martinique puis à Marseille
Ami-Jean Bourdillon, né en 1783 à Genève, s'installa à la Martinique où il épousa en 1815 Marie Basiège. Sa descendance se fixa ensuite à Marseille où on la retrouve jusqu'à la fin du XIXe siècle,. La famille fut notamment propriétaire de la Distillerie La Mauny.

## Branche Anglaise
Gédéon Bourdillon (né en 1708)  qui alla s'établir à Londres en 1737 où il épousa Marie Séguret et son frère Bénédict Bourdillon (né en 1710) qui s'établit à Londres en 1734 où il épousa Anne-Jeanne Jansen furent les auteurs de branches anglaises.

## Armes
D'or à un croisssant de gueules accompagné de quatre étoiles de sable trois en chef et une en pointe.
Jacques Augustin Galiffe dans ses Notices généalogiques sur les familles genevoises écrit que l'auditeur Bourdillon fit frapper en 1781 sur une médaille les armes d'argent au chevron de gueules accompagné de 3 anilles de, 2 en chef, 1 en pointe empruntées à la famille de la Platière, du Nivernais, dont le membre le plus connu fut Imbert de la Platière, maréchal de Bourdillon, ainsi nommé d'une de ses seigneuries; il ajoute « mais il paraît difficile de rattacher à cette famille, comme on l'a fait souvent, les Bourdillon que nous allons donner ».

## Personnalités
- Léonard Bourdillon (1725-1802), conseiller d'État de Genève en 1781[3].
- André-Marcel Bourdillon, vice-président du Conseil d'État de Genève en 1879[3].
- Antoine-Jean-Louis Bourdillon (1782-1856), négociant à Paris, bibliophile et écrivain, il se convertit au catholicisme et laissa toute sa fortune à la ville de Châteauroux qui avait été le berceau de sa famille[3],[12].
- Augustin Bourdillon (1728-1798) horloger réputé[13], fabricant d'horloges et de montres à Genève puis à Stockholm où il s'installa[14].
- Jean-David Bourdillon (1814-1903), général de brigade français, commandeur de la Légion d'honneur[3],[15].
- Jean-Pierre Bourdillon, ancien gérant du Rhum La Mauny.
- François Bourdillon, Directeur général de Santé publique France – Agence nationale de santé publique (ANSP), Membre de l’Institut Droit et Santé, Université Paris Descartes.
- Christophe Bourdillon (1959), haut fonctionnaire

Branche anglaise
- Bernard Henry Bourdillon (1883-1948), gouverneur britannique.
- Tom Bourdillon (1924-1956), alpiniste
- Thomas Fulton Bourdillon, naturaliste.
- Francis William Bourdillon (en) (1852 - 1921) - poète et traducteur britannique.
- James Bourdillon (en) (1811-1883) - administrateur britannique basé à Madras.